# كوبا ليبرتادوريس 2015
كأس ليبرتادوريس 2015 (بالإنجليزية: 2015 Copa Libertadores) هو موسم لـ كأس ليبرتادوريس، وأقيم في 2015، وأقيم خلال الفترة 3 فبراير 2015، وحتى 5 أغسطس 2015، وبمشاركة 38 فريقاً، وفاز فيه نادي أتلتيكو ريفر بليت، وهداف الدوري هو غوستافو بو بإجمالي 8 هدفاً.

## النتائج

### دور ال 16
| فريق 1                  | مجموع          | فريق 2           | الجولة الأولى | الجولة الثانية |
| ----------------------- | -------------- | ---------------- | ------------- | -------------- |
| ريفر بليت               | 1–0            | بوكا جونيورز     | 1–0           | 0–0 (susp.)    |
| Universitario de Sucre ‏ | 2–3            | تيغريس أونال     | 1–2           | 1–1            |
| أتلتيكو مينيرو          | 3–5            | إنترناسيونال     | 2–2           | 1–3            |
| غواراني                 | 3–0            | كورينثيانز       | 2–0           | 1–0            |
| مونتيفيديو واندررز      | 2–3            | راسينغ           | 1–1           | 1–2            |
| إستوديانتس لا بلاتا     | 2–3            | سانتا في         | 2–1           | 0–2            |
| إيميلك                  | 2–1            | أتلتيكو ناسيونال | 2–0           | 0–1            |
| ساو باولو               | 1–1 (3–4 ض.ت.) | كروزيرو          | 1–0           | 0–1            |

### ربع النهائي
| فريق 1    | مجموع | فريق 2       | الجولة الأولى | الجولة الثانية |
| --------- | ----- | ------------ | ------------- | -------------- |
| ريفر بليت | 3–1   | كروزيرو      | 0–1           | 3–0            |
| إيميلك    | 1–2   | تيغريس أونال | 1–0           | 0–2            |
| سانتا في  | 1–2   | إنترناسيونال | 1–0           | 0–2            |
| غواراني   | 1–0   | راسينغ       | 1–0           | 0–0            |

### نصف النهائي
| فريق 1       | مجموع | فريق 2       | الجولة الأولى | الجولة الثانية |
| ------------ | ----- | ------------ | ------------- | -------------- |
| ريفر بليت    | 3–1   | غواراني      | 2–0           | 1–1            |
| إنترناسيونال | 3–4   | تيغريس أونال | 2–1           | 1–3            |

### النهائي
لُعب النهائي بنظام الذهاب والإياب وجمع بين تايجرز أونال المكسيكي وريفر بليت الأرجنتيني. جرت مباراة الذهاب على ملعب الجامعة في سان نيكولاس دي لوس غارزا يوم 29 يوليو 2015، بينما لُعبت مباراة الإياب على أرضية ملعب مونومنتال أنتونيو فيسبوسيو ليبرتي في مدينة بوينس آيرس يوم 5 أغسطس 2015.

## قائمة الهدافين
| مركز | لاعب               | فريق         | أهداف |
| ---- | ------------------ | ------------ | ----- |
| 1    | غوستافو بو         | راسينغ       | 8     |
| 2    | غيدو كاريشو        | إستوديانتس   | 7     |
| 3    | ميلر بولانيوس      | إيميلك       | 6     |
| 3    | فيديريكو سانتاندير | غواراني      | 6     |
| 5    | إستيبان باريديس    | كولو-كولو    | 5     |
| 5    | فالديفيا           | انترناسيونال | 5     |